# Бучела-Ливели (Павија)
Бучела-Ливели је насеље у Италији у округу Павија, региону Ломбардија.
Према процени из 2011. у насељу је живело 29 становника. Насеље се налази на надморској висини од 107 м.